# ATP de Chenai de 2013
O ATP de Chenai de 2013 foi um torneio de tênis masculino disputado em quadras duras na cidade de Chenai, na Índia. Esta foi a 18ª edição do evento, realizada no SDAT Tennis Stadium.

## Dristribuição de pontos
| Evento  | V   | F   | SF | QF | Segunda rodada | Primeira rodada | Q  | Q3 | Q2 | Q1 |
| Simples | 250 | 150 | 90 | 45 | 20             | 0               | 12 | 6  | 0  | 0  |
| Duplas  | 250 | 150 | 90 | 45 | 0              | —               | —  | —  | —  | —  |

## Chave de simples

### Cabeças de chave
| País | Jogador            | Rank1 | Cabeça |
| ---- | ------------------ | ----- | ------ |
| CZE  | Tomáš Berdych      | 6     | 1      |
| SRB  | Janko Tipsarević   | 9     | 2      |
| CRO  | Marin Čilić        | 15    | 3      |
| SUI  | Stanislas Wawrinka | 17    | 4      |
| FRA  | Benoît Paire       | 47    | 5      |
| NED  | Robin Haase        | 56    | 6      |
| TPE  | Lu Yen-hsun        | 59    | 7      |
| JPN  | Go Soeda           | 60    | 8      |

- 1 Rankings como em 24 de dezembro de 2012

### Outros participantes
Os seguintes jogadores receberam convites para a chave de simples:
- Tomáš Berdych
- Yuki Bhambri
- Somdev Devvarman

Os seguintes jogadores entraram na chave de simples através do qualificatório:
- Prakash Amritraj
- Ruben Bemelmans
- Rajeev Ram
- Cedrik-Marcel Stebe

## Chave de duplas

### Cabeças de chave
| País | Jogador         | País | Jogador                | Rank1 | Cabeça |
| ---- | --------------- | ---- | ---------------------- | ----- | ------ |
| IND  | Mahesh Bhupathi | CAN  | Daniel Nestor          | 16    | 1      |
| IND  | Leander Paes    | FRA  | Édouard Roger-Vasselin | 46    | 2      |
| IND  | Rohan Bopanna   | USA  | Rajeev Ram             | 56    | 3      |
| GBR  | Jamie Delgado   | GBR  | Ken Skupski            | 112   | 4      |

- 1 Rankings como em 24 de dezembro de 2012

### Outros participantes
As seguintes parcerias receberam convites para a chave de duplas:
- Sriram Balaji /  Jeevan Nedunchezhian
- Sanam Singh /  Vishnu Vardhan

A seguinte parceria entrou como alternates:
- Somdev Devvarman /  Sergiy Stakhovsky

### Desistências
Antes do torneio
- Philipp Petzschner (lesão no joelho)

## Campeões

### Simples
- Janko Tipsarević venceu  Roberto Bautista-Agut, 3–6, 6–1, 6–3

### Duplas
Benoît Paire /  Stanislas Wawrinka venceram  Andre Begemann /  Martin Emmrich, 6–2, 6–1